# Krwawe święta
Krwawe święta (tytuł oryg. Black Christmas) – amerykańsko-kanadyjski film grozy z 2006 roku w reżyserii Glena Morgana, współtwórcy serii Oszukać przeznaczenie. Remake thrillera Czarne święta z 1974 roku. Muzyka do filmu była ostatnią dyrygowaną przez Shirley Walker, która zmarła miesiąc przed premierą filmu. Film zaczęto kręcić w styczniu 2006 w Vancouver.

## Fabuła
Akcja filmu dzieje się w żeńskim akademiku tuż przed Bożym Narodzeniem. Pięć studentek dowiaduje się, że w ich domu akademickim przed ponad trzydziestoma laty psychopatyczny Billy Lenz (Robert Mann) zamordował członków swojej rodziny. Jedna ze studentek, Clair Crosby (Leela Savasta), zostaje zamordowana podczas pisania listu z życzeniami do swojej siostry.
Ze szpitala psychiatrycznego, podczas kontroli jednego z pracowników instytutu, ucieka Billy Lenz.
Dziewczęta zaczynają rozpakowywać prezenty. Megan (Jessica Harmon), jedna z nich, słysząc pewne odgłosy, dobiegające ze strychu, wybiera się tam. Na strychu zostaje zamordowana. Studentki zaczynają być terroryzowane serią tajemniczych telefonów, a pierwszy z nich otrzymują rzekomo z komórki Clair Crosby. Przerażona Heather (Mary Elizabeth Winstead), najbardziej snobistyczna z uczennic, decyduje się wrócić na święta do domu rodzinnego. W drodze do swojego pokoju spotyka dziwaczną Eve (Kathleen Kole), która przez cały czas przebywała na piętrze, i która wybiera się do rodziny. Eve wręcza Heather zawinięty w gazetę prezent – porcelanowego jednorożca. Następnie tajemniczy prześladowca dzwoni do Kelli (Katie Cassidy); spis połączeń wykazuje, że ostatnie zostało nawiązane przez Megan. Zaskoczona Kelli wybiera się do pokoju Megan, a na miejscu zastaje swojego chłopaka Kyle’a Autry’ego (Oliver Hudson). Kyle informuje mieszkanki akademiku, że Megan nie ma w pokoju, a Lauren (Crystal Lowe) stwierdza, że to on był nadawcą połączenia.
W akademiku zjawia się tymczasem Leigh Colvin (Kristen Cloke), która jest przyrodnią siostrą Clair. Lauren zaczyna wymiotować, ponieważ wypiła zbyt wiele alkoholu. Melissa (Michelle Trachtenberg) pomaga jej wejść pod prysznic, a następnie doprowadza ją do łóżka. Niespodziewanie zostaje odłączony prąd. Kelli znajduje laptopa Megan oraz film pornograficzny domowej roboty, na którym zarejestrowano stosunek płciowy Kyle’a i Megan. Kelli atakuje Kyle’a, a walkę przerywają pozostałe dziewczyny, które następnie, wraz ze swoją akademicką „matką” Panią MacHenry (Andrea Martin), wyganiają Kyle’a z domu. Najbogatsza ze studentek Dana (Lacey Chabert) wybiera się na zewnątrz, by zapalić papierosa i tam też zostaje zamordowana.
Wszyscy zastanawiają się, gdzie są Dana, Megan i Clair. Kelli niepokoi przedłużający się powrót Dany, a niebawem z telefonu trzeciej zaginionej kolejny raz dzwoni nadawca tajemniczego połączenia. Bohaterki wybierają się na zewnątrz, by odnaleźć Danę. Zastają samochód Eve wciąż zaparkowany nieopodal domu. Po otworzeniu jego drzwi, ze wnętrza wypada zdekapitowana głowa Eve. Przerażone dziewczyny powracają do domu, skąd Kelli dzwoni po policję. Funkcjonariusze obwieszczają, że z powodu śnieżnej wichury mogą dotrzeć na miejsce dopiero za dwie godziny. Kelli radzi wszystkim trzymać się razem i się nie rozdzielać, lecz Heather chce wracać do domu i Pani MacHenry decyduje się wraz z nią wezwać pomoc. W tym celu wsiadają w samochód, którego przednia szyba jest jednak zaśnieżona. Pani MacHenry wysiada z auta, by ją odśnieżyć i w międzyczasie jest świadkiem zabójstwa Heather przez Billy’ego. Kobieta obija się o mur akademika, co powoduje, że wielki sopel lodu odłamuje się i przebija jej głowę.
Powrót Pani MacHenry i Heather opóźnia się, więc Leigh i Kelli wychodzą na zewnątrz, by je znaleźć. Leigh upada, poślizgnąwszy się na kałuży krwi. W tym czasie morderca zabija Melissę. Kelli i Leigh powracają w przerażeniu do domu, by znaleźć dziewczyjnę. Nie otrzymując odpowiedzi na wołania, proszą o pomoc Lauren, która śpi w swoim pokoju. W międzyczasie ponownie pojawia się Kyle i cała trójka znajduje Lauren martwą, leżącą w łóżku bez oczu. Kelli dzwoni do Melissy i dźwięk dzwoniącego telefonu dobiega ze strychu. Bohaterowie decydują się tam wybrać, sądząc, że zastaną tam Melissę. Kyle otwiera drzwi od strychu i zostaje wciągnięty do środka. Kelli wyłamuje drzwi i jest świadkiem jak Agnes (Dean Friss), mordercza siostra Billy’ego Lenza, zabija jej chłopaka figurką jednorożca, należącą do Heather, a następnie wyrywa mu jedno z oczu i zjada je. Leigh odkrywa ciało swojej siostry Clair, umieszczone na drewnianym krześle. Agnes atakuje Kelli i Leigh próbuje jej pomóc, lecz wpada w dziurę w podłodze strychu. Kelli rusza jej na pomoc, gdy nagle morderczyni zapala świece, które ukazują ukryte na strychu ciała zabitych studentek oraz makabryczną choinkę, przystrojoną w oczy ofiar. Agnes informuje pozostałe przy życiu, że teraz wszyscy są rodziną. Agnes atakuje Kelli, lecz ta chwyta w dłoń porcelanową figurkę i dźga psychopatkę w oczodół. Okazuje się, że Agnes ma sztuczne oko. Kelli uspokaja Agnes i tłumaczy jej, że nie musi tego robić, ponieważ jej brat tkwi zamknięty w klinice psychiatrycznej. Agnes informuje ją, że nie ma brata, tylko ojca. W tym momencie na miejscu zjawia się także Billy. Agnes atakuje Kelli, lecz wpada w kolejną dziurę w podłodze, która umieszcza ją pomiędzy ścianami domu. Billy wpycha Kelli do tej samej dziury, lecz wcześniej jego siostra podczas walki z Kelli, przypadkiem przewraca świecę i wznieca pożar. W pożarze giną Billy i Agnes. Kelli i Leigh uciekają z płonącego budynku.
Kobiety trafiają do szpitala, gdzie przyjeżdżają również rodzice Kelli, Państwo Presley. Szybko okazuje się, że Agnes wciąż żyje, i wkrótce morduje Leigh. Kelli powraca do sali, w której oczekuje dalszych badań i orientuje się, że coś jest nie tak. W pomieszczeniu znajduje krew. Gdy zaczyna opuszczać pomieszczenie, zostaje schwytana przez Agnes, która zaczyna ją dusić. Kelli chwyta łyżkę defibrylatora i poraża nią Agnes w głowę, mordując ją.

## Obsada
| - Katie Cassidy – Kelli Presley - Michelle Trachtenberg – Melissa Kitt - Kristen Cloke – Leigh Colvin - Crystal Lowe – Lauren Hannon - Mary Elizabeth Winstead – Heather Fitzgerald - Oliver Hudson – Kyle Autry - Lacey Chabert – Dana Mathis - Andrea Martin – pani Barbara MacHenry - Jessica Harmon – Megan Helms - Leela Savasta – Clair Crosby | - Kathleen Kole – Eve Agnew - Karin Konoval – pani Lenz - Peter Wilds – pan Lenz - Aaron Pearl – oficer - Howard Siegel – ojczym Billy’ego - Robert Mann – Billy Lenz - Dean Friss - Agnes - Cainan Wiebe – Billy w wieku 5. i 12. lat - Christina Crivici – Agnes w wieku 8. lat |

## O filmie

### Oryginalny szkic
Oryginalny scenariusz Glena Morgana znacznie różnił się od swojej ostatecznej formy. Sceny wspomnień życia Billy’ego w domu głównych bohaterek zawarto na początku filmu, a ich narratorką była Barbara MacHenry. Nieletni Billy nie był również gwałcony przez własną matkę. Postać Megan była znacznie bardziej rozbudowana (pierwotnie spędzała święta wraz z głównymi bohaterkami na parterze), a telefony od prześladowcy były znacznie bardziej bezpośrednie i obsceniczne. Postać Melissy Kitt była opisana jako Azjatka, a Heather Fitzgerald była blondynką. Mordercy nosili płaszcze, by ukryć swoją tożsamość. Sceny śmierci były różne od swoich finałowych wersji; scenariusz nie zawierał w sobie elementu wyrywania ofiarom oczu. Bohaterki Kelli Presley i Leigh Colvin przeżyły obie, a w ostatniej scenie, rozgrywającej się w szpitalu, Kelli otrzymuje telefon z komórki Kyle’a. Dystrybutorzy Dimensionu doradzili scenarzyście, by stworzył skrypt zawierający więcej scen gore i o szybszym tempie.

### Alternatywne wersje filmu
Istnieją różnorodne wersje filmu, wydane w różnych krajach. Dwie wersje zostały wydane do dystrybucji kinowej – brytyjska i amerykańska; prezentują one odmienne sceny śmierci poszczególnych bohaterek. Amerykańscy dystrybutorzy, wydający film na rynku DVD, stworzyli wersję ocenzurowaną, trwającą godzinę i dwadzieścia cztery minuty, oraz nieocenzurowaną, która trwa dziewięćdziesiąt cztery minuty.